# Селиваниха (Иркутск)
Селиваниха — район города Иркутска. Расположен на левом берегу реки Иркут напротив соснового бора курорта «Ангара» и Кайской рощи.

## История
Берег Иркута с 19 века служил любимым местом отдыха иркутян. Там обустраивали дачи зажиточные люди Иркутска, ездили на пикники с прислугой, и гуляли от всей души и летом и зимой. Селиваниха — сохранившееся название местности справа от железной дороги, ведущей к ж/д вокзалу Иркутска (и далее — на восток), и пойменными землями по левому берегу Иркута, включая урочище Дьячье.
В Русско-японскую войну в 1905 г. в этом районе поставили палатки-госпитали, в 1909 г. открыли военную телеграфную станцию, и начали застраивать территорию за образовавшимся Военным городком и до берега Иркута служебными квартирами и частными домами, которую и назвали Селиванихой по имени иркутского генерал-губернатора Селиванова А. Н.
В советское время Селиваниху переименовали в пос. Горького, и с 1953 г. включили административно в Ленинский район г. Иркутска, а рядом была построена ж/д станция для электричек Военный городок. Поселок постепенно разрастался. В конце 1950-х вверх по Иркуту и вокруг Селиванихи ведущим предприятиям города были отведены земли под садоводства. Позже в поселке была построена начальная школа.
Селиваниха превратилась в часть города в самом его географическом центре. Были асфальтированы дороги, подведен городской водовод, организован естественный каток, летний пляж. Селиваниха и ныне остается одним из любимых мест отдыха иркутян, а в последние годы стала местом активной современной и организованной коттеджно-поселковой застройки.